# Сен-Виктор-де-Сесьё
Сен-Виктор-де-Сесье (фр. Saint-Victor-de-Cessieu) — коммуна во Франции, находится в регионе Рона — Альпы. Департамент коммуны — Изер. Входит в состав кантона Тур-дю-Пен. Округ коммуны — Ла-Тур-дю-Пен.
Код INSEE коммуны — 38464. Население коммуны на 2007 год составляло 2 118 человек. Населённый пункт находится на высоте от 310  до 555  метров над уровнем моря. Муниципалитет расположен на расстоянии около 440 км юго-восточнее Парижа, 50 км юго-восточнее Лиона, 50 км северо-западнее Гренобля. Мэр коммуны — M. Jean-Charles Gallet, мандат действует на протяжении 2008—2014 гг.
Динамика населения (INSEE):